# Kintsugi (album jeunesse)
Kintsugi est un album jeunesse scénarisé et illustré par l'autrice Issa Watanabe publié en 2024 par les éditions Père Fouettard. 

## Résumé et réception critique
En 2024, il obtient le prix du meilleur album à la Foire du livre de jeunesse de Bologne la même année. Pour le jury, « l'approche stylistique unique de Watanabe a produit un nouveau récit entièrement exprimé à travers des images d'extraordinaires tendresses et de profondeur. L'œuvre offre une leçon poétique profonde, avec confiance et simplicité naviguant dans le voyage de la perte à ses différentes étapes, de la désorientation complète à la possibilité de renaissance. Plongé dans l’obscurité et les profondeurs de la mer, le livre célèbre notre remarquable capacité à se rétablir et à guérir après toute catastrophe. L'art japonais de réparer la poterie cassée avec de l'or, référencé dans le titre, avec les versets d'Emily Dickinson subtilement inclus sur la couverture intérieure, s'unissent pour célébrer le pouvoir transformateur de la guérison. Le livre rend hommage magistral à son thème, son imagerie communiquant que la survie est toujours possible : nous pouvons avancer à travers l'obscurité, trouver de nouvelles voies et de nouveaux commencements, et de ce qui reste, reconstruire une nouvelle vie sous une nouvelle forme ».
La revue Page des Librairies définit le kintsugi comme « l'art de réparer les choses cassées, brisées, de combler les fêlures avec de l'or ». Pour la revue, « l'autrice reprend cette idée, tissant par la puissance de ses illustrations une histoire aussi forte qu'émouvante et nous montrant que même si les choses les plus précieuses peuvent se briser en mille morceaux, rien n'est immuable, tout est réparable ».
Selon le site Actualitté « cette fable silencieuse traite de la perte, de la chute et de l'acceptation de sa propre fragilité. Elle propose une réflexion sereine sur les événements de l’existence et ce qui est vécu, avec un symbolisme graphique accessible aux jeunes comme aux moins jeunes. »
Pour la La revue des livres pour enfants « il est impossible de résumer l'album d'Issa Watanabe sans en limiter le sens, car c'est là la réussite magistrale de l'autrice : parvenir, sans texte, par un jeu complexe de symboles et de références, à dire l'immense désarroi de la perte, l'invasion de la tristesse et, ensuite, le retour au monde, la réparation. »